# Храм Светог Василија Острошког у Обилићеву (Бања Лука)
Храм Светог Василија Острошког је православни храм у бањалучком насељу Обилићево.

## О Храму
Темељи храма су освећени 23. октобра 2004. године, а храм је освећен 30. августа 2009. године.